# Cosmocampus profundus
Cosmocampus profundus es una especie de pez de la familia Syngnathidae en el orden de los Syngnathiformes.

## Morfología
Los machos pueden alcanzar 20 cm de longitud total.

## Reproducción
Es ovovivíparo y el macho transporta los huevos en una bolsa ventral, la cual se encuentra debajo de la cola.

## Hábitat
Es un pez  de aguas profundas que vive entre 180-270 m de profundidad.

## Distribución geográfica
Se encuentra al este de Florida (Estados Unidos) y el oeste del Mar Caribe.